# 錫爾維斯 (伊利諾伊州)
錫爾維斯（英語：Silvis）是一個位於美國伊利諾伊州羅克艾蘭縣的城市。

## 地理
錫爾維斯的座標為41°30′11″N 90°24′48″W / 41.50306°N 90.41333°W，而該地的平均海拔高度為209米（即686英尺）。

## 人口
根據2010年美國人口普查的數據，錫爾維斯的面積為11.08平方千米，當中陸地面積為11.08平方千米，而水域面積為0.00平方千米。當地共有人口7479人，而人口密度為每平方千米675人。